# Wladimir Kaminer

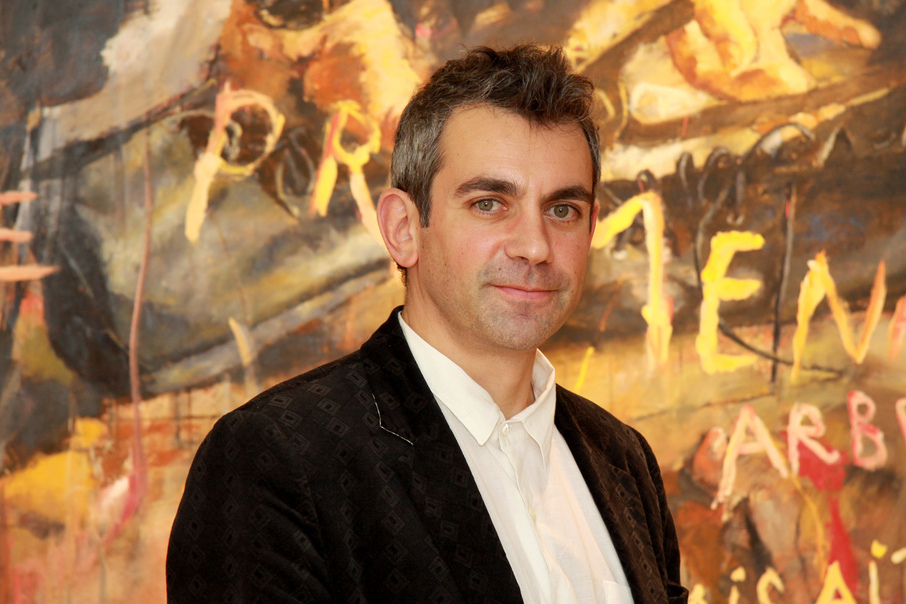
Wladimir Kaminer

Wladimir Kaminer (ur. 19 lipca 1967 w Moskwie) – niemiecki pisarz, autor opowiadań, publicysta i didżej rosyjsko-żydowskiego pochodzenia.
Kaminer urodził się w Związku Radzieckim. Zdobył zawód teatralnego i radiowego inżyniera dźwięku, a potem studiował dramaturgię w Rosyjskiej Akademii Sztuki Teatralnej w Moskwie.
W 1990 przybył do NRD i zamieszkał w Berlinie w dzielnicy Prenzlauer Berg.

## Twórczość literacka
Kaminer pisze w języku niemieckim. Szeroką popularność przyniosła mu już jego debiutancka książka, tom opowiadań Russendisko opublikowany w 2000 r.
W swoich utworach, opartych na motywach autobiograficznych, z humorem i dużym dystansem do siebie ukazuje specyfikę życia imigrantów i kłopoty z adaptacją w nowej kulturze, choć równie chętnie powraca do radzieckiego okresu swego życia. Jego satyry społeczne traktujące o życiu imigrantów rozgrywają się najczęściej w Berlinie i trafnie obrazują wielokulturową atmosferę miasta. Kaminer publikuje regularnie w wielu niemieckich gazetach i czasopismach, prowadzi programy radiowe i telewizyjne.
W Polsce ukazały się dwie jego książki – powieść Muzyka wojskowa i zbiór prozy Podróż do Trulali.

## Russendisko
Dużą popularnością cieszą się również prowadzone przez niego wraz z Yuriyem Gurzhym imprezy muzyczno-taneczne pod nawiązującą do tytułu jego pierwszej książki nazwą Russendisko. Prezentuje na nich współczesną muzykę (głównie reggae, ska, folk, klezmerską i dancehall) i zespoły muzyczne z krajów byłego Związku Radzieckiego, a przede wszystkim rosyjskie i ukraińskie. Imprezy te odbywały się początkowo w berlińskim lokalu Kaffee Burger, a obecnie gościnnie również w wielu innych miastach i zyskały rangę powszechnie rozpoznawanej marki na rynku rozrywkowym.
Uzupełnieniem tej serii imprez są ukazujące się od 2003 r. albumy muzyczne będące kompilacjami utworów promowanych przez niego zespołów muzycznych.
Na podstawie opowiadań Russendisko w 2012 r. powstała komedia o tym samym tytule w reżyserii Olivera Ziegenbalga.

## Dzieła
- Russendisko, Manhattan/Wilhelm Goldmann, München 2000, ISBN 3-442-54519-6.
- Schönhauser Allee, Manhattan/Wilhelm Goldmann, München 2001, ISBN 3-442-54559-5.
- Militärmusik, Manhattan/Wilhelm Goldmann, München 2001, ISBN 3-442-54532-3.
- Die Reise nach Trulala, Manhattan/Wilhelm Goldmann, München 2002, ISBN 3-442-54542-0.
- Helden des Alltags, [Codzienni bohaterowie], wspólnie z Helmutem Höge, Manhattan/Wilhelm Goldmann, München 2002, ISBN 3-442-54183-2.
- Mein deutsches Dschungelbuch, [Moja niemiecka księga dżungli], Manhattan/Wilhelm Goldmann, München 2003, ISBN 3-442-54554-4.
- Ich mache mir Sorgen, Mama, [Martwię się mamo], Manhattan/Wilhelm Goldmann, München 2004, ISBN 3-442-54560-9.
- Karaoke, Manhattan/Wilhelm Goldmann, München 2005, ISBN 3-442-54575-7.
- Küche totalitär. Das Kochbuch des Sozialismus, [Kuchnia totalitarna. Książka kucharska socjalizmu], wspólnie z Olgą Kaminer, Manhattan/Wilhelm Goldmann, München 2006, ISBN 3-442-54610-9.
- Mein Leben im Schrebergarten, Manhattan/Wilhelm Goldmann, München 2007, ISBN 978-3-442-54618-3.
- Salve Papa!, Manhattan/Wilhelm Goldmann, München 2008, ISBN 978-3-442-54617-6.
- Es gab keinen Sex im Sozialismus, Manhattan/Wilhelm Goldmann, München 2009, ISBN 978-3-442-54265-9.
- Meine russischen Nachbarn, Manhattan/Wilhelm Goldmann, München 2009, ISBN 978-3-442-54576-6.
- Tschechow. Random House Audio, ISBN 978-3-8371-0225-3, 2009.
- Meine kaukasische Schwiegermutter. Random House Audio, ISBN 978-3-8371-0400-4, 2010.
- Liebesgrüße aus Deutschland. Random House Audio, ISBN 978-3-8371-1171-2, 2011.
- Onkel Wanja kommt. Random House Audio, ISBN 978-3-8371-1567-3, 2012.
- Männerkram. Random House Audio, ISBN 978-3-8371-1927-5, 2012.
- Kaminers Deutschland – Märchen. Random House Audio, ISBN 978-3-8371-1902-2, 2012.
- Diesseits von Eden. Random House Audio, ISBN 978-3-8371-2191-9, 2013.
- Daniil Charms. Random House Audio, ISBN 978-3-8371-2507-8, 2014.
- Coole Eltern leben länger. Random House Audio, ISBN 978-3-8371-2656-3, 2014.
- Das Leben ist (k)eine Kunst – Geschichten von Künstlerpech und Lebenskünstlern. Random House Audio, ISBN 978-3-8371-3156-7, 2015.

### Polskie przekłady
- Muzyka wojskowa (Militärmusik), przekł. z niem. Ryszard Turczyn, Świat Książki, Warszawa 2004, 127 S.
- Podróż do Trulali (Reise nach Trulala), Wydawnictwo Dolnośląskie 2004

## Dyskografia
- Russendisko Hits, Trikont (Indigo) 2003
- Russensoul, Trikont (Indigo) 2004
- Russendisko Hits 2, Russendisk (BuschFunk) 2004
- Ukraine do Amerika, Russendisk (BuschFunk) 2008